# Kildonan (circonscription électorale)
Pour les articles homonymes, voir Kildonan.
Circonscription électorale provinciale du Canada
Kildonan est une ancienne circonscription électorale provinciale du Manitoba (Canada). La circonscription a été représentée à l'Assemblée législative de 1870 à 1899, 1920 à 1927 et de 1949 à 2019.

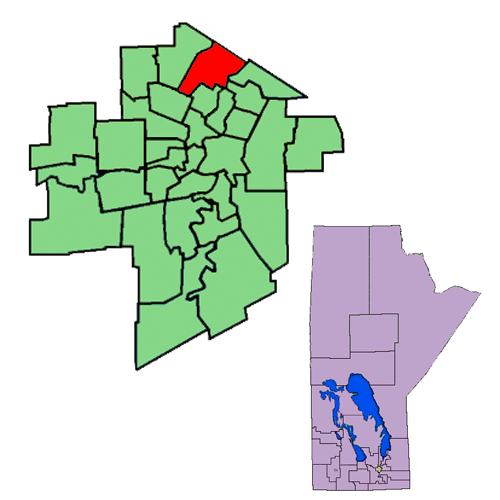
Kildonan, en rouge.

## Liste des députés

### Kildonan (1870-1899)
- De 1886 à 1888, la circonscription est incorporée à Kidonan et St. Paul.

| Kildonan | Kildonan             | Kildonan                          | Kildonan    | Kildonan    | Kildonan |
| Nom      | Nom                  | Parti                             | Mandat      | Législature |          |
| -------- | -------------------- | --------------------------------- | ----------- | ----------- | -------- |
|          | John Sutherland      | Opposition/Canadian Party         | 1870 - 1874 | 1re         |          |
|          | Vacant               |                                   | 1874 - 1875 | 1re         |          |
|          | John Sutherland (2)  | Opposition                        | 1875 - 1878 | 1re         |          |
|          | Alexander Sutherland | Opposition                        | 1878 - 1879 | 3e          |          |
|          | Alexander Sutherland | Gouvernement/Libéral-conservateur | 1879 - 1883 | 4e          |          |
|          | Alexander Sutherland | Gouvernement/Libéral-conservateur | 1883 - 1884 | 5e          |          |
|          | John MacBeth         | Gouvernement/Conservateur         | 1884 - 1886 | 5e          |          |
|          | John MacBeth         | Gouvernement/Conservateur         | 1886 - 1888 | 6e          |          |
|          | John Norquay         | Conservateur                      | 1888 - 1889 | 7e          |          |
|          | Thomas Norquay       | Conservateur                      | 1890 - 1892 | 7e          |          |
|          | John James Bird      | Libéral                           | 1892 - 1896 | 8e          |          |
|          | Hectpr Sutherland    | Conservateur                      | 1896 - 1899 | 9e          |          |

### Kildonan et St. Andrews (1920-1927)
| Kildonan et St. Andrews | Kildonan et St. Andrews   | Kildonan et St. Andrews   | Kildonan et St. Andrews | Kildonan et St. Andrews | Kildonan et St. Andrews |
| Nom                     | Nom                       | Parti                     | Mandat                  | Législature             |                         |
| ----------------------- | ------------------------- | ------------------------- | ----------------------- | ----------------------- | ----------------------- |
|                         | Orton Grain               | Libéral-conservateur      | 1899 - 1903             | 10e                     |                         |
|                         | Martin O'Donohoe          | Libéral                   | 1903 - 1907             | 11e                     |                         |
|                         | Orton Grain (2)           | Conservateur              | 1907 - 1910             | 12e                     |                         |
|                         | Orton Grain (2)           | Conservateur              | 1910 - 1913             | 13e                     |                         |
|                         | Walter Humphries Montague | Conservateur              | 1913 - 1914             | 13e                     |                         |
|                         | Walter Humphries Montague | Conservateur              | 1914 - 1915             | 14e                     |                         |
|                         | George Prout              | Libéral                   | 1915 - 1920             | 15e                     |                         |
|                         | Charles Albert Tanner     | Dominion Labour           | 1920 - 1920             | 16e                     |                         |
|                         | Charles Albert Tanner     | Indépendant Labour        | 1920 - 1922             | 16e                     |                         |
|                         | Charles Albert Tanner     | Indépendant Labour        | 1922 - 1927             | 17e                     |                         |
|                         | James McLenaghen          | Conservateur              | 1927 - 1932             | 18e                     |                         |
|                         | James McLenaghen          | Conservateur              | 1932 - 1936             | 19e                     |                         |
|                         | James McLenaghen          | Conservateur              | 1936 - 1941             | 20e                     |                         |
|                         | James McLenaghen          | Conservateur              | 1941 - 1945             | 21e                     |                         |
|                         | James McLenaghen          | Conservateur              | 1945 - 1946             | 19e                     |                         |
|                         | James McLenaghen          | Progressiste-conservateur | 1946 - 1949             | 19e                     |                         |

### Kildonan-Transcona (1949-1958)
| Kildonan-Transcona | Kildonan-Transcona | Kildonan-Transcona        | Kildonan-Transcona | Kildonan-Transcona | Kildonan-Transcona |
| Nom                | Nom                | Parti                     | Mandat             | Législature        |                    |
| ------------------ | ------------------ | ------------------------- | ------------------ | ------------------ | ------------------ |
|                    | George Olive       | Co-operative Commonwealth | 1949 - 1953        | 23e                |                    |
|                    | Russell Paulley    | Co-operative Commonwealth | 1953 - 1958        | 24e                |                    |

### Kildonan (1958-2019)
- Nouvelle frontière de Kildonan en 1981

| Kildonan | Kildonan            | Kildonan                  | Kildonan    | Kildonan    | Kildonan |
| Nom      | Nom                 | Parti                     | Mandat      | Législature |          |
| -------- | ------------------- | ------------------------- | ----------- | ----------- | -------- |
|          | A.J. Reid           | Co-operative Commonwealth | 1958 - 1959 | 25e         |          |
|          | A.J. Reid           | Co-operative Commonwealth | 1959 - 1961 | 26e         |          |
|          | A.J. Reid           | Néo-démocrate             | 1961 - 1962 | 26e         |          |
|          | James Mills         | Progressiste-conservateur | 1962 - 1966 | 27e         |          |
|          | Peter Fox           | Néo-démocrate             | 1966 - 1969 | 28e         |          |
|          | Peter Fox           | Néo-démocrate             | 1969 - 1973 | 29e         |          |
|          | Peter Fox           | Néo-démocrate             | 1973 - 1977 | 30e         |          |
|          | Peter Fox           | Néo-démocrate             | 1977 - 1981 | 31e         |          |
|          | Mary Beth Dolin     | Néo-démocrate             | 1981 - 1985 | 32e         |          |
|          | Marty Dolin         | Néo-démocrate             | 1985 - 1986 | 32e         |          |
|          | Marty Dolin         | Néo-démocrate             | 1986 - 1988 | 33e         |          |
|          | Gulzar Singh Cheema | Libéral                   | 1988 - 1990 | 34e         |          |
|          | Dave Chomiak        | NPD                       | 1990 - 1995 | 35e         |          |
|          | Dave Chomiak        | NPD                       | 1995 - 1999 | 36e         |          |
|          | Dave Chomiak        | NPD                       | 1999 - 2003 | 37e         |          |
|          | Dave Chomiak        | NPD                       | 2003 - 2007 | 38e         |          |
|          | Dave Chomiak        | NPD                       | 2007 - 2011 | 39e         |          |
|          | Dave Chomiak        | NPD                       | 2011 - 2016 | 40e         |          |
|          | Nic Curry           | Progressiste-conservateur | 2016 - 2019 | 41e         |          |